# Finn Christian Jagge
Finn Christian Jagge (Oslo, 4 de abril de 1966-Oslo, 8 de julio de 2020) fue un deportista noruego que compitió en esquí alpino; campeón olímpico en Albertville 1992.

## Trayectoria
Participó en cuatro Juegos Olímpicos de Invierno, entre los años 1988 y 1998, obteniendo una medalla de oro en Albertville 1992, en la prueba de eslalon, el sexto lugar en Lillehammer 1994 y el séptimo en Nagano 1998, también en el eslalon.
En la Copa del Mundo consiguió siete victorias y diecisiete podios en total.
Se retiró de la competición en 2000. Posteriormente, ejerció de entrenador del equipo noruego femenino de esquí alpino de 2005 a 2007 y trabajó como director de desarrollo de negocios en una compañía de teléfonos móviles noruega.
Recibió la Medalla de Oro del Morgenbladet en 1992.
En 2011 ganó el concurso de televisión de NRK Mesternes Mester (Campeón de campeones). También participó en el programa de televisión noruego Skal vi danse de 2007.

## Palmarés internacional
| Juegos Olímpicos | Juegos Olímpicos      | Juegos Olímpicos | Juegos Olímpicos |
| Año              | Lugar                 | Medalla          | Prueba           |
| ---------------- | --------------------- | ---------------- | ---------------- |
| 1992             | Albertville (Francia) | Medalla de oro   | Eslalon          |